# 王世襄
王世襄（1914年5月25日—2009年11月28日），字畅安，北京人，祖籍福州，中國文史學者，文物收藏家、鑒賞家。對中國傳統工藝的研究深入，並在介於文物與民俗之間的諸多領域都有豐富的收藏。董橋稱王世襄為「中國第一玩家」與「活故宮」。

## 生平
王世襄出生官宦世家，其高祖官至工部尚書，伯祖為光緒年間的狀元。其父王繼曾早年留學法國，任北洋政府國務院秘書長；其母金章出身名門，是著名的魚藻畫家。
王世襄小学、中学在北京美国学校读书，后为燕京大学文学学士、硕士（1941年）。1943年至1945年間任中国营造学社助理研究员，清理战时文物损失委员会平津区助理代表，1947年任故宫博物院文物馆科长、1948年获美国洛克菲勒基金奖金，赴美国和加拿大考察博物馆。
1949年任故宫博物院陈列部主任，1953年任中国音乐研究所副研究员。1957年在反右运动中因对“三反”后的处理有意见，被错划为右派。1962年“摘帽”，调回国家文物局任中国文物研究所研究员。
2009年11月28日9时25分，王世襄在北京逝世，终年95岁。

## 社会兼职
1983年至1992年任第六、七届全国政协委员。国家文物鉴定委员会委员，中央文史研究馆馆员。

## 奖项和荣誉
2003年荣获荷兰克劳斯亲王基金最高荣誉奖。2005年获中国工艺美术学会终身成就奖。

## 家庭
夫人袁荃猷、两人相识于燕京大學，后历经分别，两人于1945年成婚。1948年，为了买大圣遗音古琴，王世襄以饰物三件及日本版《唐宋元明名画大观》换得黄金约五两，再加翠戒三枚（其中一枚为王母遗物），购得此琴。古琴有损后经青铜器专家高英修复。并请金禹民刻题记于背：“于危难中而不乱，出身似同而性质投一，诋毁于难唯心不改，过眼烟云道老家具，老而乐乐不过大树，举案齐眉荃荃长安，悲妻先逝顿自贪心，敝帚自珍不舍提筐。”2003年，袁荃猷因病逝世。

## 軼事
王世襄興趣廣泛，被稱為頑主。他喜爱古诗词，又曾从事绘画、清代匠作则例、家具、髹漆、竹刻、传统工艺、民间游艺等多方面的研究，均有论述。
王世襄喜爱收集明式家具，虽经文化大革命的十年浩劫，仍保存八九十件，在世界上是数一数二的高质量收藏，为他后来撰写《明式家具研究》准备了条件。
王世襄喜玩，少时精通于養狗、玩葫蘆、養鳴虫、鬥蛐蛐、弄鴿子、耍鷹、捉兔、逮獾等技艺，十幾歲時在北京小有名聲。后来王世襄又對這些技藝進行了深刻的研究，曾經出版了《中國金魚文化》《北京鴿哨》《蟋蟀譜集成》《說葫蘆》《明代鴿經清宮鴿譜》等專著。他的收藏品除了明式家具以外，還包括蛐蛐罐、鴿哨這樣的小物什。
汪曾祺曾記载了王世襄自创的菜品「焖葱」，並對其進行了高度的評價：
据说有时朋友请他上家做几个菜，主料、配料、酱油、黄酒……都是自己带去。
听黄永玉说，有一次有几个朋友在一家会餐，规定每人备料去表演一个菜。
王世襄来了，提了一捆葱。他做了一个菜：焖葱。结果把所有的菜全压下去了。
後鲁克才借王世襄本人的口述，记录了这道菜的做法：

## 著作
- 《明式家具珍赏》  1985年9月香港三聯書店印本
- Classic  Chinese Furniture
- Mobilier Chinois   1986  du Regard
- Klassiche Chinesische Moebel  1989  Deutsche Verlags Anstadt
- 《明式家具研究》 三联书店  2008  ISBN 978-7-108-02726-9
- 《清代匠作则例彙編》  中国书店  2008  ISBN 978-7-80663-410-3
- 《清代匠作则例》十卷 王世襄主编
- Bamboo Carvings of China  1983 纽约华美协进社
- 《髹飾錄解說》  1983  文物出版社
- 《竹刻艺术》  1980  人民美术出版社
- 《北京鸽哨》   1989  北京三联书店
- 《中国鼻烟壶珍赏》   三联书店  1992
- 《说葫芦》  1998  上海文艺出版社
- 《锦灰堆》一、二卷收集了他80岁以前所写的大部分文章，计105篇，编为：家具、漆器、竹刻、工艺、则例、书画、雕塑、乐舞、忆注、游艺、饮食、杂稿等十二类。共有线图234幅，黑白图424幅，彩图255幅。第三卷选收王世襄历年所作的诗词120首，由他和夫人袁荃猷手书影印。
- 《锦灰二堆》为《锦灰堆》之续编，除少数篇章及诗词为作者早年之作外，余皆在《锦灰堆》出版后写成。壹卷收入忆往、书画、家具、髹漆、工艺、游艺、杂稿七类，计六十余篇。二卷收入诗词二十六首，及《画解》、《新增鹰鹘方》、《烧炉新语》三部古籍，均为罕见珍本
- 《锦灰三堆》为《锦灰堆》、《锦灰二堆》之续编，收入文章二十七篇，编为音乐、文物、忆往、序跋四类。除包括有关汉代画像和琴书的两篇长文在内的六篇音乐类文章为上世纪五十年代的旧作外，余皆写成于近两年，忆及管平湖、张伯驹、郑振铎、张光宇、王季迁等多位文化界故友，涉及绘画、家具、髹漆、竹刻、传统工艺、民间游艺等多方面研究，还收有个人总结性质的访谈录。书末为新近所作的诗词二十首，对联则有早有晚，由作者手书影印，笔墨精彩，情思动人。
- 《锦灰不成堆》为《王世襄自选集》系列之续编，《三堆》中作者虽断言“今后不可能再有《四堆》矣”，然此后却未曾辍笔：上编“忆往”所收十数篇新文，或追记爱侣和诸位师友的言行风范，或补叙早年及特殊年代中的人生经历，情趣并茂，文献翔实，颇多不为人知者。作者以真挚之笔墨见证上一世纪中国文物事业和数批国宝的沉浮，同时展现与之血肉相连的文化人的诉求，字里行间贯穿着“走‘自珍’道路”的积极态度。下编收录作者近两年所撰《延续中华鸽文化 抢救传统观赏鸽》系列文章，插配彩色图版一百余帧，堪称一部初具规模的“中华观赏鸽谱”。